# NGC 5110
NGC 5110 (ook: NGC 5111) is een elliptisch sterrenstelsel in het sterrenbeeld Maagd. Het hemelobject werd op 11 mei 1784 ontdekt door de Duits-Britse astronoom William Herschel.

## Synoniemen
- MCG -2-34-41
- NPM1G -12.0454
- PGC 46737